# William F. Riley
William F. Riley (20 de março de 1884 - 29 de dezembro de 1956) foi juiz distrital dos Estados Unidos do Tribunal Distrital dos Estados Unidos para o distrito sul de Iowa .

## Educação e carreira
Nascido em Ainsworth, Iowa, Riley recebeu um diploma Artium Baccalaureus da State University of Iowa (agora University of Iowa ) em 1907, e um diploma de direito não especificado da University of Iowa College of Law em 1909. Ele trabalhou como consultor privado em Des Moines, Iowa, de 1909 a 1942, exceto por seu serviço durante a Primeira Guerra Mundial como tenente no departamento jurídico do Exército dos Estados Unidos . Depois de servir de 1942 a 1945 como Procurador-Geral Assistente Especial dos Estados Unidos e oficial de audiências para o Selective Service Bureau, Riley voltou ao seu consultório particular com Carr, Cox, Evans e Riley até 1950. Durante o último período, ele também atuou como presidente da Iowa State Bar Association de 1949 a 1950 e foi ativo na liderança da American Bar Association . Ele era um membro ativo do Partido Democrata .

## Serviço judicial federal
Riley foi indicado pelo presidente Harry S. Truman em 29 de novembro de 1950, para uma cadeira no Tribunal Distrital dos Estados Unidos para o Distrito Sul de Iowa, desocupada pelo juiz Carroll O. Switzer . Ele foi confirmado pelo Senado dos Estados Unidos em 14 de dezembro de 1950 e recebeu sua comissão em 27 de dezembro de 1950. Seu serviço foi encerrado em 29 de dezembro de 1956, devido ao seu falecimento.